# Hyvinkää
Hyvinkää (svensk: Hyvinge) er en by i det sydlige Finland, med et indbyggertal (pr. 2008) på cirka 45.000. Byen ligger i Sydfinlands len, og er venskabsby med den danske by Korsør.
- Wikimedia Commons har flere filer relateret til Hyvinkää